# ان‌جی‌سی ۶۷۸۹
ان‌جی‌سی ۶۷۸۹ (انگلیسی: NGC 6789) یک کهکشان نامنظم در صورت فلکی اژدها است که توسط لوئیس سوئیفت در ۳۰ اوت ۱۸۸۳ کشف شد.